# Tahuantina zapfeae
Genre
Espèce
Tahuantina zapfeae, unique représentant du genre Tahuantina, est une espèce d'araignées aranéomorphes de la famille des Dictynidae.

## Distribution
Cette espèce est endémique du Chili.

## Étymologie
Cette espèce est nommée en l'honneur de Hildegard Zapfe Cavanillas.

## Publication originale
- Lehtinen, 1967 : Classification of the cribellate spiders and some allied families, with notes on the evolution of the suborder Araneomorpha. Annales Zoologici Fennici, vol. 4, p. 199-468.